# 阿德尔博登
阿德博登（德語：Adelboden）是瑞士的城鎮，位於該國中部，由伯恩州負責管轄，面積88.19平方公里，海拔高度1,350米，2011年人口3,515，六成半人口信奉基督教，人口密度每平方公里40人。

## 外部連結
- Adelboden tourism （页面存档备份，存于） （德文）
- Adelboden tourism （页面存档备份，存于） （英文）
- Alpine Ski Maps.com （页面存档备份，存于） - winter map - Adelboden